# Pojorta
Pojorta – wieś w Rumunii, w okręgu Braszów, w gminie Lisa. W 2011 roku liczyła 155 mieszkańców.